# Алакуль (Щучанский район)
Алакуль — посёлок в Щучанском районе Курганской области. Входит в состав Каясанского сельсовета.

## История
Посёлок возник в 1896 году при строительстве железнодорожного разъезда Южно-Уральской железной дороги. До 1917 года входил в состав Сухоборской волости Челябинского уезда Оренбургской губернии. По данным на 1926 год разъезд состоял из 19 хозяйств. В административном отношении входил в состав Чистовского сельсовета Щучанского района Челябинского округа Уральской области.

## Население
| 1989 | 2002 | 2010 |
| ---- | ---- | ---- |
| 196  | ↘174 | ↘130 |

По данным переписи 1926 года на разъезде проживало 85 человек (44 мужчины и 41 женщина), в том числе: русские составляли 100 % населения.